# Joel Rufino dos Santos
Joel Rufino dos Santos (* 19. Juli 1941 in Rio de Janeiro, Brasilien; † 4. September 2015 ebenda) war ein brasilianischer Historiker, Schriftsteller und Menschenrechtler. Er verfasste vor allem Kinderbücher und Sachbücher. Santos war ein wichtiger Vertreter afrobrasilianischer Literatur in der zweiten Hälfte des 20. Jahrhunderts in Brasilien. Bekannt wurde er durch Beiträge zur Geschichte afrobrasilianischer Kultur und Literatur in Brasilien. Gleichzeitig kämpfte er in seinem Werk um Anerkennung der Minderheit und gegen Rassismus. Auch war er ein Kämpfer für die Demokratie in Brasilien.

## Leben und Wirken
Joel Rufino dos Santos wurde 1941 in Cascadura, einem Stadtteil Rio de Janeiros, geboren. Schon als Kind und Jugendlicher las er sich durch die damals dünne, aber bestehende afrobrasilianische Literatur und begann noch als Kind mit dem Verfassen eigener Texte. 
Später studierte er Geschichtswissenschaften und begann seine Karriere als Mitarbeiter diverser brasilianischer Geschichts- und Kulturwissenschaftsinstitute, so beim Instituto de Estudos Brasileiro. Sein erstes Buch erschien 1963. Insgesamt hat er rund 50 Bücher verfasst. Als Mitautor der Historia Nova do Brasil (10 Bände) prägte er die moderne Geschichtswissenschaft in Brasilien entscheidend mit. Aber auch als Romancier, Sachbuchautor und Kinder- und Jugendbuchautor war er tätig. 
Dreimal war er für den Hans-Christian-Andersen-Preis nominiert, einen der bedeutendsten Kinder- und Jugendbuchpreise der Welt, der als heimlicher Nobelpreis für Kinderliteratur gilt. 
Während der Militärdiktatur in Brasilien war der extreme Linke schweren Verfolgungen ausgesetzt: Er ging nach der Machtergreifung 1964 gleich ins Exil, zunächst nach Bolivien, dann nach Chile. Später kehrte er nach Brasilien zurück. Dreimal (1966, 1972 und 1974) wurde er festgenommen und gefoltert, auch musste er ansehen, wie engste Freunde von der Militärdiktatur ermordet wurden. Diese Erlebnisse prägten fortan Leben und Werk des Autors.
Später war er im brasilianischen Erziehungsministerium tätig, war Präsident der Fundação (Stiftung) Palmares und Professor für Literatur an der Universität von Rio de Janeiro.
In seiner Funktion als Präsident der Stiftung Palmares wurde er von der UNESCO als Leiter des Projektes A rota dos escravos (‚Die Route der Sklaven‘) ernannt, einer Initiative zur Veranschaulichung der Verbrechen der Sklaverei im Laufe der Jahrhunderte durch die Portugiesen und den jungen brasilianischen Staat, um damit ein Bewusstsein in der Bevölkerung zum Thema Sklaverei, Verfolgung, Rassismus, Diskriminierung (auch anderer Minderheiten) in die Breite der brasilianischen Gesellschaft zu tragen. 
Wichtige Impulse zur Erforschung des afrobrasilianischen Theaters legte er mit dem Buch A historia do negro no teatro brasileiro vor, das die Geschichte afrobrasilianischer Dramatiker, aber auch Stoffe behandelt. 
Rufino dos Santos war verheiratet und Vater zweier Kinder. Er starb an den Folgen einer Herzoperation.

## Werke (Auswahl)
- Cronica de indomaveis delinios, Roman, 1991.
- O que e racismo? (Was ist Rassismus?), Sachbuch, 1998.
- Paulo e Virginia (Sachbuch über Gefahren von Okkultismus, Esoterik, Massenliteratur und der Technisierung der Gesellschaft), 2001.
- Gosto de Africa, 2005, Kinderbuch.
- Zumbi, Biographie über den afrobrasilianischen Schwarzenführer, 2006.
- O presente de Ossanha, 2006, Kinderbuch.
- Quatro dias de rebelião, Roman, 2007.
- Carolina Maria de Jesus, Biographie über die afrobrasilianische Autorin, die aus den Favelas stammte, Sachbuch, 2010.

## Auszeichnungen
- Prêmio Jabuti: 1979 und 2008